# 桜塚やっくん
桜塚やっくん（さくらづかやっくん、本名：斎藤 恭央〈さいとう やすお〉、1976年〈昭和51年〉9月24日 - 2013年〈平成25年〉10月5日）は、日本の男性お笑いタレント、声優、俳優、歌手。神奈川県横浜市鶴見区出身。以前はジャニーズ事務所に所属しており、本名で活動していた。トップコートを退所後、個人事務所を設立。自ら設立した日本女装協会会長を務めた。ケッケコーポレーション（声のみ預かり）にも所属していた。

## 来歴
幼稚園の頃から目立つことばかり意識していたが、成績は良く、教師の話を聞いてたことから学校の授業と笑いの宝庫でネタになっていたという。小学3年生の時に「芸能人になりたい」と思っており、有名になりたかったが、「所詮テレビの中は別世界だ」と思っていた。お笑いは小さい頃から好きで、小学校から高校まで常に「クラスの1のひょうきんもの」だったという。学級委員などにも選ばれてしまうタイプで勉強もでき、スポーツもできた。強度の近視で、牛乳瓶の底のような眼鏡をかけていたことから、皆から「メガネラッキョ」と呼ばれていた。小学校時代の卒業文集には「将来、芸能人になりたい」と書いていたが、当時は夢でしかなく、「実現するはずない」と思っていたという。中学生の頃にはアイドル並みにモテモテだったが、高校時代に男子校に進学し、アルバイトと部活にあけくれる毎日で、恋愛もできなくなった。
俳優を目指して「アクションをやりたかった」と高校では体操部に所属していた。高校2年生の時、「演じる」ということに興味を持って児童劇団に入団。一生懸命アルバイトをして入団金50万円を払って、期待に胸を膨らませて「よし、この50万でスターになる」と思っていたが、しかし入団から1年ほど経ったとき、大人になってから児童劇団に入団して有名になった人物は一人もいないということに気がつき「これじゃダメだ」と思い他の劇団に移籍した。これといった方向性は決めていなかったが、「絶対に芸能界に入る」と決め込んでいたことから、演技、踊り、歌、バンド、お笑いなど色々なことをしていた。
少年時代は本名でジャニーズJr.として活動した。当時18歳の時に、15歳と3歳サバを読んで入ったという。当時はKinKi Kidsのバックで踊っていた。大学在籍時の19歳から21歳まで3年間に俳優・新藤栄作主宰の劇団無現で芝居の基礎を学んだ。
お笑いの道へ入ったきっかけは、あるときコメディーの舞台で主役の公演があり、本番で客が物凄くウケてくれて、気持ちよくなったという。「やっぱり人を笑わせるのは気持ちいい。あ、自分がやりたいのはコレだ!」とこのとき気がついた。当時、映画に出演したり、事務所にも所属して、これから売り出そうという時だったが、事務所も役者もすっぱりやめてしまった。「自分にはお笑いしかない」と思っていたため、何も怖くなかったという。また大学時代、就職活動で吉本興業を社員として受験したが、試験の帰りにお笑いチケットをもらい、観にいったところ面白く「人を幸せにしてお金をもらえる仕事。コレだ」と思い、お笑いの世界に飛び込むきっかけになったという。
日本大学高等学校、日本大学芸術学部映画学科演技コース卒業。
大学卒業後、スクールJCAに所属し、コンビを組んでいたが解散し、1999年に石井光三オフィス所属として大学時代、同じ映画サークルで一緒だった竹内幸輔とお笑いコンビ「あばれヌンチャク」を結成。ツッコミ（ネタによってはボケ）の「やっくん」として絵描き&ネタ作りを担当したが、2005年に相方の竹内が声優への転向を契機に斎藤が竹内の希望を優先した結果、コンビを友好的に解散した。同時にもう1回心機一転で石井光三オフィスを退所して、引き止めれたが、「ゼロからやります」ということでフリーになった。斎藤の没後、竹内は解散後も交流を続けていたことを斎藤への追悼と併せ、自らのTwitter内で明かした。
また、2002年にテレビアニメ『満月をさがして』のオーディションを受け合格。アニメ版の設定においてはバイク事故で死亡して死神となってしまった少年、タクト・キラの声を本名名義で担当し、声優としても知名度を上げる。同番組の企画CDでは死神：タクト・キラ（人間名：吉良托人・きら たくと）役で歌「ETERNAL SNOW」を披露し、これが初めての歌の仕事となった。

### ピン芸人時代
コンビ解消後、事務所も退所し、ネタもなかったため、毎日午前中は派遺で働き、昼から夜までファミレスに行き、ドリンクバーで何時間も座っていた。その時に毎日「こんなキャラをやったらどうだろうか」とピン芸人としてのネタを模索していたところ、後述の「スケバン恐子」が作られた。その後、エンタの神様プロデューサーの提案もあり「桜塚やっくん」と改名した。
2007年1月10日、一青窈の紹介でフジテレビ『笑っていいとも!』のテレフォンショッキングに初登場し、「ココに出るのが夢だった」と喜び、他コーナーにも登場して生放送終了まで出演した。同年4月に公開の映画『名探偵コナン 紺碧の棺』で、その応援団として宣伝も兼ねて4月21日に阪神対巨人戦（甲子園）で始球式を行ない、阪神ファンであることを明かした。しかし、同年12月に喉のポリープの切除手術で入院したため、同年終盤からスケジュールを空けていた。
2008年より、「植田 浩望（うえだ ひろみ）」名義で俳優活動を開始する。
2010年10月16日、トップコートを退所し、自ら会社を設立したことをブログで報告した。
2011年1月11日放送の『あらびき団』で円谷プロに500万円かけて発注した甲冑の衣装を纏ってネタを披露したが、内容は親父ギャグだった。
2011年3月24日、泥酔した20代女子大生に乱暴した準強姦容疑で書類送検された。容疑を認めて示談が成立しているため、起訴されない見通しと報じられた。他方でブログにて「事実無根の内容が一部報道されている」として、「今後一切僕が逮捕される事や起訴されることもありません！」と述べ、弁護士を通じて警視庁の捜査関係者あてに名誉毀損を訴える法的措置を取る意向を明らかにした。同弁護士によると、女子大生との示談の有無については答えられないという。この騒動を契機に「仕事のスケジュールがバタバタとキャンセルになった」という。

### 音楽活動
2006年7月19日、歌手として自身が作詞した「ゲキマジムカツク」でCDデビュー（作曲：Anchang〈SEX MACHINEGUNS〉）。同年10月18日には2ndシングル「1000%SOざくね?」を発売。タイトルはシブがき隊の「100%…SOかもね！」と当時の若者言葉の「うざくね？」を合わせたものである。
なお、同年のNHKの紅白歌合戦に個人男性としては前年のゴリエに次いで史上2人目となる紅組としての出場が報道されていたが、歌手の出場者としては選ばれず応援ゲストとして出演した。
2010年、TBS系の音楽番組『Music Birth』の中で結成されたバンド「美女♂men Vlossom」（後に美女♂men Zへ改名）のボーカリストとしての活動を開始する。高見沢俊彦プロデュースのもと、SHAZNAのカバー曲である「Melty Love」でバンドデビューした。

### 交通事故死
2013年10月5日、山口県美祢市東厚保町の中国自動車道下り線の伊佐パーキングエリア付近の追越車線でトヨタ・ハイエースを自ら運転中、中央分離帯に衝突する単独事故を起こした。事故直後、マネージャーが左後部座席から走行車線へ出て警察に通報していた最中にトラックに跳ねられ、それを見た直後に、本人が車の後方へ近づいたところ、別の後続車に跳ねられた。その後、美祢市民病院に搬送されたが、同日18時16分、心臓破裂により死去。37歳没。翌6日に熊本県荒尾市のあらおシティモールで開催される予定だった美女♂menZのイベント出演のために移動中だった。
事故現場は『魔のカーブ』と呼ばれるほど事故が多発しており、また当時は雨のために見通しが悪く、他の車から受け取った発煙筒も役に立たなかったという。この事故で『美女♂menZ』のメンバーやマネージャーら計5名の内、トラックに跳ねられたマネージャーが死亡、2人（バンドメンバー）が軽傷を負った。
彼の訃報に遺族やファン、元相方の竹内の他、鉄拳、ヒロシ、カンニング竹山、陣内智則、狩野英孝、芋洗坂係長などのお笑いタレントや、アニメやゲーム作品で共演経験のある折笠富美子、myco、稲田徹、緒方恵美などの声優、『エンタの神様』プロデューサーの五味一男や『名探偵コナン』プロデューサーの諏訪道彦など番組スタッフ、ゴールデンボンバー、美女♂Menのデビューシングルの原曲を歌ったSHAZNAの元フロントマンのIZAMなどミュージシャンや歌手、『満月をさがして』の原作者である漫画家の種村有菜など、生前に交流のあった人々からやっくんの公式サイトや記者会見、ツイッターやブログなどを通して哀悼の念が多数寄せられた。また、この日は『エンタの神様』の不定期特番の放送日でもあった。
通夜は同月8日、葬儀・告別式が翌9日に行われ、通夜・葬儀・告別式は密葬だった。戒名は「禅徳院恭覺智聡居士」。遺影は女装や芸人の姿ではなく、「斎藤恭央」としてのプライベート姿の写真が使用された。
2013年12月7日放送の『エンタの神様』のエンディングで司会の福澤朗と白石美帆が追悼コメントを読み上げた後、生前に番組内で披露したネタの総集編が放送された。また、同年10月21日にニコニコ生放送で追悼特番『男の娘だョ!全員集合!』で芸名の名付け親でもある五味と番組プロデューサーの金子正男が出演した。
美祢ICから美祢西IC間の現場は以前から「運転の難所」とされ、山口県警察や道路管理者である西日本高速道路は当事故を契機に同区間で路面のカラー舗装化などの事故防止策を強化した。その後、事故数は前年に比べて半減するなど大きな効果を上げたとされる。
2014年、岸田健作とDear LovingのMASAが最期の地に桜の木を植えるプロジェクトを立ち上げ、2015年4月に目標金額の募金が集まる。2016年3月25日、美祢市の美祢さくら公園にソメイヨシノの植樹とモニュメントが設置された。
墓所は神奈川県川崎市多摩区の春秋苑にある。2014年5月に兄のブログを通して公表されている。
2020年12月30日に放送された『エンタの神様』では「最強ネタスペシャル」の1つとして「スケバン恐子」のネタが放送された後、「今は天国にいるやっくん。私達はあなたの事を永遠に忘れないでしょう」というテロップがナレーションと共に流れ、やっくんを偲ぶ声がインターネット上に上がったほか、放送を見た竹内幸輔からもTwitterでやっくんを称えるコメントが発表された。

## 人物
- 芸名の名付け親は日本テレビの五味プロデューサーで、「やっくん」という名前はコンビ時代の名前を残したかったことから、既に一部決まっていた状態で何か「華やかな名前」を付けてくれと頼まれ、華やかな名前というと例えば桜塚みたいな名前か、と尋ね、やっくんは即決してその場でその名前を採用した[50][55]。
- あばれヌンチャク時代は高橋名人の様な真正面が白で両側の全面が黄色の帽子とオーバーオール姿で右に黄色いバッジを付け、縦字で「やっくん」と書いてあった。
- 趣味は漫画を読むことで6000冊以上所持していた[3]。小さい頃に漫画家を目指していた時期もあったという[18]。その他の趣味はビリヤード、乗馬[3]。特技はアクロバット、バク転、タップダンス[3]。
- 中学生の頃は、ゲームプログラマーになろうとしていた時期もあったという[15]。
- 大学も理系に進学するつもりだったという[14]。
- 『尿意の鉄人』（AV女優の尿を飲むという番組）のメインを務めていた。
- かつては「ピンク・レモネード」というバンドでボーカルをしていた。あばれヌンチャク時代のインタビューのほか、自身のブログでも語っていた。
- EXILEのUSAは中学の同級生で、クラスとサッカー部も同じだった[56]。
- たいがー:りーは中学校時代の先輩（たいがーもサッカー部）[57]。また、たいがー:りーの妹は中学校時代の同級生だったことを自身のブログで語っている[58]。
- 大学時代は前述のとおり、映画サークルに所属し、主役を務めた[17][18]。
- 「やっくんの生みの親」としてネタの中で父親を紹介した[59]。
- 「桜塚やっくんの妹を探せ! タレント・オーディション」では荒木七菜香が選ばれている。一般のライブで「ガリベン強子」と名乗り踊った。
- 3兄弟の次男で兄と弟がいた[60]。

## 「スケバン恐子」
- 入場曲は布袋寅泰の「BATTLE WITHOUT HONOR OR HUMANITY」。
- スカート丈の長いセーラー服[注釈 3]、竹刀、ロングのパーマかつらを装備した女装。関東スケバン連合の初代総長という設定で一人称は「アタイ」。誕生のきっかけは「あゆに似てるな」といわれたことだったという。またコンビを組んでいた時に女装ネタをしていたところ、客の反応がすごくよく「もしコンビを解散してピンになった時には、絶対にこのネタをやろう」と思っていたという[55]。舞台上から観客を指名しツッコミ役をさせていた。2006年9月3日の「東京ガールズコレクション2006 A/winter」出演や映画『スケバン刑事 コードネーム=麻宮サキ』特命宣伝刑事などで活躍していた。
- ネタの内容は初めに数名の観客を無作為に指名し、スケバン恐子のボケに対して指定された言葉を観客にツッコませるというもの。2006年4月からは有名な童話やテレビ番組などの紙芝居をするという内容になり、観客には作品に登場する人物や効果音などの役をやらせるようになった。
- 指名する観客の数は当初は3人だったが、後に2人となった。観客を指名する際、変わった呼び名を付けることがあった。
- 女装キャラとしては美形とされ、女性ファンが多く観客に「カワイイ!」と言われると逆上することがお決まりだった。
- 芸の内容上、ネタ時間の調整が比較的容易にできるため、生放送の帳尻合わせにも使われる。『輝け!2005年お笑いネタのグランプリ』では審査員が大賞を選考している間にネタを行っていた。
- メイク道具はすっぴんで買いに行くため、デパートの店員などに「何この人、変態?」というような目で見られるので困ると語っていた[要出典]。
- ネタの最後は手品を披露したり上手いことを言ったりして観客を驚かせ、「またな!」の一言で締めくくる。
- このキャラクターは『エンタの神様』への出演を狙って考えたキャラクターだという。コンビ解散後、方向性に迷っていた時に視聴率と影響力があり、新人が入れる枠があるのは同番組だけだと考え、同番組が女装をしてネタを行う芸人を求めているという噂があったため、『極道の妻たち』か『スケバン刑事』かで迷った結果、『スケバン刑事』の新作が公開されると聞いてスケバンに決めたという[61]。
  - 2005年8月にキャラが固まり、自信のあるネタを同番組のネタ見せで披露したが酷評されたため、じゃあもう好き勝手に暴れてやろうと、客イジリのスタイルに変えたという[61]。
  - コンビ解散後3年以内にテレビに出られなければ芸人引退を考えていたため、同番組への出演に人生を賭けていたといっても過言ではないと語っていた[55]。
- 生前に加藤浩次からは「ヤスシ」と呼ばれた（本名は「ヤスオ」）[要出典]。

## 後任
桜塚の死後、持ち役を引き継いだ人物は以下の通り。
| 後任           | 役名                                     | 概要作品                         | 後任の初担当作品                                                 |
| -------------- | ---------------------------------------- | -------------------------------- | ---------------------------------------------------------------- |
| 吉田ウーロン太 | アダム・ディヴァイン（バンパー・アレン） | 『ピッチ・パーフェクト』シリーズ | 『ピッチ・パーフェクト2』                                        |
| 岡野浩介       | アクア                                   | 『ジュエルペット』シリーズ       | 『ジュエルペットサンシャイン』以降（桜塚の生前から担当している） |

## 出演作品
太字はメインキャラクター

### バラエティ

#### レギュラー出演
- Music Japan TV「桜塚アイドル予備校Season2」（MC）
- 日本テレビ「エンタの神様」（あばれヌンチャク名義は2回、桜塚やっくん名義ともに出演）[62]
- TBS「キャプテン☆ドみの」
- 仙台放送「mashup!音王MUSIO」（MC）
- テレビ埼玉「桜塚ヤンキース」
- イサオ（携帯電話用動画サイト、「桜塚やっくん News『笑』Time」）[63]
- MONDO21「恋するビリボー&コスプレ大作戦!」（司会）
- 千葉テレビ放送「土曜BangBang! II」（美女♂menZとして出演、「出番ですよ!」コーナーレギュラー[注釈 4]
- ニコ生放送「桜塚やっくんの『男の娘だョ！全員集合！』」（MC）

### ラジオ
- 桜塚やっくんのスケバン連合緊急集会（文化放送）

### CM
- 「小さき勇者たち〜ガメラ〜」応援番長（2006年4月29日 - 5月7日O.A）
- 「スケバン刑事 コードネーム=麻宮サキ」特命宣伝刑事
- サントリーバブルマン
- UHA味覚糖「i-sho-ni Cケア」
- ドクターシーラボ「Labo Labo」
- 紳士服のフタタ
- ラウンドワン
- 福建ホーム（東海地区ローカル）

### 声優

#### テレビアニメ

##### 斎藤恭央名義
- こちら葛飾区亀有公園前派出所（2002年、神条遊左）
- 満月をさがして（2002年、タクト・キラ）
- アイシールド21（2005年、鎌車ケン、ジェレミー・ワット）
- 絶対少年（2005年、阪倉亮介）

##### 桜塚やっくん名義
- 名探偵コナン 秋のミステリースペシャル「テレビ局の悪魔」（2007年10月22日、サタン鬼塚）[64]
- ポルフィの長い旅（2008年、レオン）
- イナズマイレブン（2009年 - 2011年、土方雷電、レビン・マードック〈初代〉）
- ジュエルペット（2009年 - 2010年、アクア〈初代〉） - 2シリーズ[一覧 1]
- メタルファイト ベイブレード 爆（2010年、ビンス）
- RAINBOW-二舎六房の七人-（2010年、ミッキー）

#### 劇場版アニメ
- 銀河鉄道999 ダイヤモンドリングの彼方へ（翔）

#### ゲーム
桜塚やっくん名義
- みんなのテニス ポータブル（2010年、やっくん）
- イナズマイレブン3 世界への挑戦!!（2010年、土方雷電）
- イナズマイレブン ストライカーズ（2011年 - 2012年、土方雷電） - 2作品[一覧 2]

斎藤恭央名義
- NANA（藤枝直樹）
- 半熟英雄4 〜7人の半熟英雄〜（エッグモンスター 他）

#### ドラマCD
斎藤恭央名義
- No.1ボイスをめざせ!（木下努）

#### 映画
- アタック・ザ・ブロック（ブルース〈ルーク・トレッダウェイ〉）
- アメリカン・パイパイパイ!完結編 俺たちの同騒会
- キャビン（マーティ・ミカルスキ〈フラン・クランツ〉）
- ゲット・ラッキー（ラッキー〈ルーク・トレッダウェイ〉）
- スマーフ2 アイドル救出大作戦!（イヤミスマーフ）
- 世界にひとつのプレイブック（ダニー〈クリス・タッカー〉、斎藤恭央名義）
- ときめきサイエンス（イアン〈ロバート・ダウニー・Jr〉）※BD版
- ピッチ・パーフェクト（バンパー・アレン〈アダム・ディヴァイン〉）※ユニバーサル・ピクチャーズ版
- ロックアウト（メース）

#### テレビ番組
- UFC登竜門TUF 二階級トーナメント（ブライアン・キャラウェイ）

### 俳優

#### テレビドラマ
斎藤恭央名義
- 電車男 DELUXE 最後の聖戦（2006年9月23日、フジテレビ、オタク役）

桜塚やっくん名義
- ZERO（2008年1月、MTV JAPAN、OL役）
- 美人探偵M（2012年2月19日、TOKYO MX、美女men Vlossom ボーカル役）

植田浩望名義
- SCANDAL（2008年、TBS、川島礼二役）

#### 映画
斎藤恭央名義
- 秋桜（1997年）
- 夢二人形（1998年、川端康成役）

桜塚やっくん名義
- カンフーくん（2007年、嵐の三匹・風神役）
- HEY JAPANESE! Do you believe PEACE,LOVE and UNDERSTANDING? 2008 2008年、イマドキジャパニーズよ。愛と平和と理解を信じるかい?（2008年、パンク女役）

- 歌舞伎町はいすくーる（2014年）※遺作

植田浩望名義
- 鎧 サムライゾンビ（2009年、主演・次郎役）

### Vシネマ
- 岸和田少年愚連隊 カオルちゃん最強伝説〜女番哀歌〜（2007年、桜塚やっくん名義、スケバン役）
- 桜塚やっくんの宇宙極道戦争（2010年、植田浩望名義、荒川清役）
- パイナルファンタジー（2013年、桜塚やっくん名義、スケバン役）
- 桜塚やっくんの美女men（2014年10月30日、主演）※遺作

### 舞台
- 男のシンボル（2000年）オフィス★怪人社
- 太極五福星（2001年）オフィス★怪人社（東岳大帝役）
- チョコレートガールズ（2010年）KOYA・MAP（桜塚やっくん役）
- 30-DELUX 電撃チョモランマ隊 MIX『スペース・ウォーズ』（2010年7月、東京グローブ座）
- Kekke Corporation Presents「『645』〜改 TAIKA〜」（2012年5月、中野ザ・ポケット）

## 発表作品

### 音楽作品

#### シングル
1. ゲキマジムカツク（2006年7月19日）
  - 最高位23位（オリコン）
2. 1000%SOざくね？（2006年10月18日）
  - 最高位18位（オリコン）
3. クリスマスター（2006年12月6日）
  - 最高位42位（オリコン）
4. 怪僧ラスプーチン（ドイツ語版、英語版）/ダメモト 〜真夏のLOVE LABOクリニック〜（2007年5月30日）
  - 最高位88位（オリコン）
5. どぉなっちゃってんだよ（2007年8月1日）
  - 最高位124位（オリコン）
6. あせるんだ女子は いつも 目立たない君を見てる（2007年11月28日）
  - 最高位157位（オリコン）

#### アルバム
1. SAKURA革命（2007年1月31日）
  - 最高位40位（オリコン）

#### DVD
1. 初夜桜「チェリブロ！Vol.1〜じっけん開始〜」（2007年5月30日）
2. やっくんライブツアー2007（2007年11月28日）

### 著書
- 桜塚やっくん、小原信治『桜塚やっくんの都市伝説工場』集英社、2008年8月6日、126頁。ASIN 4087804984。ISBN 978-4-08-780498-0。
- 桜塚やっくん『美女♂men』青月社、2010年12月5日、312頁。ASIN 4810912302。ISBN 978-4-8109-1230-2。

### 写真集
- 『艶桜〜桜塚やっくんヴィジュアルフォトブック』平間至、日本テレビ放送網、2006年7月13日。ASIN 4820399691。ISBN 9784820399698。